# Jerry Murad
Jerry Murad, nome artístico de Jerry Muradian, (Istambul, 1 de Dezembro de 1918 — Liberty, 11 de maio de 1996) foi um gaitista estadunidense.

## Biografia
De etnia armênia, nasceu na Turquia mas cresceu em Chicago. Sua mãe comprou sua primeira gaita quando ainda tinha 6 anos de idade. Juntamente com Al Fiore, Bob Hadamik e Pete Pedersen formaram o grupo de gaitas chamado Harmonica Madcaps em 1937.
Juntou-se aos The Harmonica Rascals em 1942, mas não ficou muito tempo, retornando para Chicago e formando com Don Les e Al Fiore os Harmonicats. Após a gravação de "Peg 'O' My Heart" em 1947, o grupo de Jerry Murad foi um sucesso. Gravaram 30 discos nas décadas seguintes. Ele continuou tocando sua harmônica até sua morte em 1996.